# (25053) Matthewknight
(25053) Matthewknight est un astéroïde de la ceinture principale.

## Description
(25053) Matthewknight est un astéroïde de la ceinture principale. Il fut découvert le 27 août 1998 à la station Anderson Mesa par le programme LONEOS. Il présente une orbite caractérisée par un demi-grand axe de 2,99 UA, une excentricité de 0,07 et une inclinaison de 9,0° par rapport à l'écliptique.

## Compléments